# تیلور هندلی
تیلور هندلی (انگلیسی: Taylor Handley؛ زادهٔ ۱ ژوئن ۱۹۸۴) یک هنرپیشه اهل ایالات متحده آمریکا است. وی از سال ۱۹۹۸ میلادی تاکنون مشغول فعالیت بوده‌است.

## زندگی‌نامه
هندلی در سانتا باربارا، کالیفرنیا متولد و بزرگ شد. او در کالج سانتا مونیکا تحصیل کرد. هندلی برای نخستین بار، در سال ۱۹۹۸، با فیلم جک فراست وارد عرصه بازیگری شد. در طی سال‌های ۲۰۰۲ تا ۲۰۰۴، به عنوان بازیگر مهمان در سریال‌های فریژر و بکر و شش قسمت از فصل اول سریال او. سی در نقش یک نوجوان با مشکل ذهنی ظاهر شد. و در سال‌های ۲۰۰۶ و ۲۰۰۷ در فیلم سینمایی کشتار با اره‌برقی در تگزاس: سرآغاز و سریال نخل‌های پنهان حضور یافت. از دیگر فیلم‌ها یا برنامه‌های تلویزیونی که وی در آن‌ها به ایفای نقش پرداخته‌است، می‌توان به نبرد: لس‌آنجلس (۲۰۱۱)، نظم و قانون (۲۰۱۱)، تعقیب تک‌موج‌ها (۲۰۱۲) و جعبه پرنده (۲۰۱۸) اشاره کرد.

## فیلم‌شناسی

### فیلم
- جک فراست (۱۹۹۸)
- کشتار با اره‌برقی در تگزاس: سرآغاز (۲۰۰۶)
- نبرد در لس‌آنجلس (۲۰۱۱)
- تعقیب تک‌موج‌ها (۲۰۱۲)
- جعبه پرنده (۲۰۱۸)

### تلویزیون
- فریژر (۲۰۰۲)
- بکر (۲۰۰۳)
- او. سی (۲۰۰۴-۲۰۰۳)
- پرونده سرد (۲۰۰۶)
- سی‌اس‌آی: میامی (۲۰۰۷)
- نخل‌های پنهان (۲۰۰۷)
- سی‌اس‌آی: نیویورک (۲۰۱۰)
- نظم و قانون (۲۰۱۱)